# WOM
A WOM (az angol Write Once Memory rövidítése) egyszer írható memóriát jelent, mely olyan bináris tároló médiát takar, amely az egyedi bitpozíciókat egyszer tudja "0" állapotból "1"-be billenteni.

## Alkalmazások
Jellemző alkalmazása a lyukszalag, a lyukkártya, melyek azonban ma már nem használatosak, illetve az optikai lemezek, melyek használata egyre csökken. A lyukszalag és lyukkártya esetén az alapvető cél programkódok betöltése volt a számítógép rendszermemóriájába. Optikai lemezek esetén lehet adat-, illetve szoftvertárolás/-publikálás is a cél, ahol az adatok lehetnek multimédia tartalmak (kép, videó, hang), a szoftverek pedig a videójátékoktól a felhasználói programokon át gyakorlatilag bármi.
Az Amiga 1000 számítógépek rendszerbetöltése során szintén egy speciális tárolóegység kapott szerepet, mely hasonló elven működött, mint a WOM. Az Amiga 1000 minimális ún. "bootstrap" ROM-mal rendelkezett, mely csak minimális szoftverkódot tartalmazott és a felhasználó által floppy lemezen behelyezett Kickstart bekérése és betöltése, majd az annak való vezérlés átadása volt a feladata. Amikor a Kickstartot tartalmazó floppy behelyezésre került és a bootstrap érzékelte azt, a Kickstart betöltődött egy 256 KB méretű WOM memóriaterületre (Write Controlled Store, röviden WCS), mely innentől kezdve csak olvasható memóriaként (ROM) működött. A Kickstart fejlesztése ebben az időszakban még intenzíven zajlott és így — azaz újabb és újabb Kickstart lemezek kiadásával — tudták biztosítani a felhasználók számára az olcsó frissítési lehetőséget.